# Vallée de la Tarentaise
Pour les articles homonymes, voir Tarentaise.
La vallée de la Tarentaise est une vallée intra-alpine, une région naturelle française et une province historique de la Savoie, située dans le département de la Savoie, où l'Isère prend sa source et qui s'étend jusqu'à Albertville au Carrefour des Quatre Vallées.
La vallée principale est une vallée glaciaire, encaissée et très étroite à certains endroits, bordée au nord par les massifs du Beaufortain et du Mont-Blanc, et au sud par la Vanoise et la Lauzière. Successivement vallée agricole, industrielle, elle s'est tournée dans la deuxième moitié du XIXe siècle vers le tourisme estival, puis thermal avant de s'orienter au XXe siècle dans la pratique des sports d'hiver et le développement de nombreuses stations de ski. Aujourd'hui la vallée, olympique depuis 1992, présente avec notamment les Trois Vallées (Courchevel, Méribel, Les Ménuires et Val Thorens), Paradiski (Les Arcs et La Plagne) et l'Espace Killy (Tignes et Val-d'Isère) la plus grande concentration de domaines skiables étendus au monde.

## Toponymie
Le nom de Tarentaise provient de l'ancien nom latin de son centre politique, Darantasia, correspondant à Moûtiers, siège d'un évêché depuis le Ve siècle. L'usage du nom pour la province remonterait au VIIIe siècle (In Valle Darentasienne dans le Cartulaire de Grenoble). Darantasia est la forme la plus ancienne (fin du IIIe siècle, notamment sur l'Itinéraire d'Antonin ou encore sur la carte de Peutinger) et elle est utilisée jusqu'au XVIIe siècle. En 450, on trouve la forme Tarantasie (oppidum Tarantasie). La forme Tarentasia s'impose quant à elle à partir du XIIIe siècle.
Le toponyme, selon le toponymiste Ernest Nègre, aurait une origine préceltique de sens inconnu. Toutefois, certaines interprétations sont avancées. L'une consistant à trouver une forme dérivée du nom de lieutenant d'Auguste, Aulus Terentius Varro Murena, qui aurait soumis la région voisine de la Vallée d'Aoste en -25 est écartée. L'abbé Gros considérait pour sa part que le nom de la cité provenait d'un nom gaulois, Darrantas. Jean-Paul Bergeri, dans son ouvrage Histoire de Moûtiers. Capitale de la Tarentaise (2006), indique qu'il s'agit d'un « hydronyme ayant une origine préceltique et que l'on pourrait traduire par « cours d'eau », avec une nuance renvoyant aux « eaux vives » ».
P.-H. Billy estime que le nom vient de la racine indo-européenne *tr̥ntasia, « gué » : l'itinéraire pré-romain, repris par la voie romaine, remonte la rive droite de l'Isère de Grenoble à Aoste, en franchissant le col du Petit-Saint-Bernard. L'ancienne ville de Moûtiers est bâtie sur les deux rives, à un des rares endroits où le franchissement de la rivière est relativement aisé.
Le gentilé de l'habitant de la Tarentaise est Tarin, féminin Tarine.

## Géographie
La Tarentaise est une haute vallée alpine où coule l'Isère passant par plusieurs seuils appelés également « verrous », dont le plus important est situé à Notre-Dame-de-Briançon sous l'ombre des ruines du château du vicomte de Tarentaise qui contrôlait l'accès à la Moyenne et la Haute Vallée, jusqu'à la combe de Savoie débutant à Albertville. L'Isère prend sa source au glacier des sources de l'Isère sous la Grande aiguille Rousse, près du col de la Vache. La distance entre Moûtiers et Bourg-Saint-Maurice est de 25 kilomètres, et 26 kilomètres entre Moûtiers et Albertville.
Historiquement, comme le reprend le Dictionnaire du duché de Savoie (1840), on partage la vallée de l'Isère en deux ensembles, la Haute et la Basse Tarentaise, à partir de sa capitale Moûtiers. Le dictionnaire, réédité par la Société savoisienne d'histoire et d'archéologie, distingue ensuite des vallées secondaires latérales : la vallée de Saint-Jean et du Thoron (Doron de Belleville ou Vallée des Belleville), la vallée de Peisey (Peisey-Nancroix), les vallées d'Arbonne et de Bonneval (au-dessus de Bourg-Saint-Maurice), la vallée de Bonnefoi (Sainte-Foy-Tarentaise) et de Tignes, la vallée du Petit-Saint-Bernard. Plus précisément, la séparation de ces deux sous-ensembles s'est faite au niveau du « Pas du Saix » ou du « Siaix », qui se trouve au niveau d'un rétrécissement de la vallée de l'Isère, entre les communes de Saint-Marcel et de Montgirod,.
Toutefois, un autre découpage est proposé permettant de distinguer trois ensembles entre Basse, Moyenne et Haute Tarentaise. La Basse s'étire de la ville d'Albertville jusqu'à Moûtiers,,, partie encaissée et abrupte à fond plat. Vient ensuite la Moyenne Tarentaise comprise entre Moûtiers et Bourg-Saint-Maurice,,. La vallée prend alors un relief différent et une prise graduelle d'altitude depuis le fond de vallée, plus ouverte au travers de bassins (Aigueblanche, Aime) avec des villages d'altitude et des coteaux bien exposés au soleil, communément appelés « les Versants du Soleil » débutant à Naves. Des cols alpins carrossables, dont le col de la Madeleine depuis la commune de La Léchère, et le Cormet d'Arêches depuis la commune d'Aime. Des vallées parallèles telles que la Grande Maison, l'Eau Rousse ou vallée de Celliers, la Vallée de Naves, la Vallée du Morel, la vallée des Belleville, les Trois Vallées, la vallée de Peisey. C'est également en Moyenne Tarentaise que débutent les chemins du baroque. Dans cette région se regroupent des stations thermales réputées pour leurs bienfaits médicaux : La Léchère, Salins et Brides-les-Bains. Enfin, la Haute Tarentaise se trouve entre Bourg-Saint-Maurice et Val d'Isère. La vallée redevient plus étroite et on peut apercevoir de nombreux couloirs d'avalanches le long de la route. On peut admirer le glacier du mont Pourri culminant à 3 779 mètres d'altitude et surplombant la vallée. La Daille est le dernier verrou de la vallée séparant la commune de Tignes du bourg de Val d'Isère. La vallée prend fin au col de l'Iseran, d'une altitude de 2 764 mètres, ce qui en fait le plus haut col de montagne routier de toutes les Alpes.

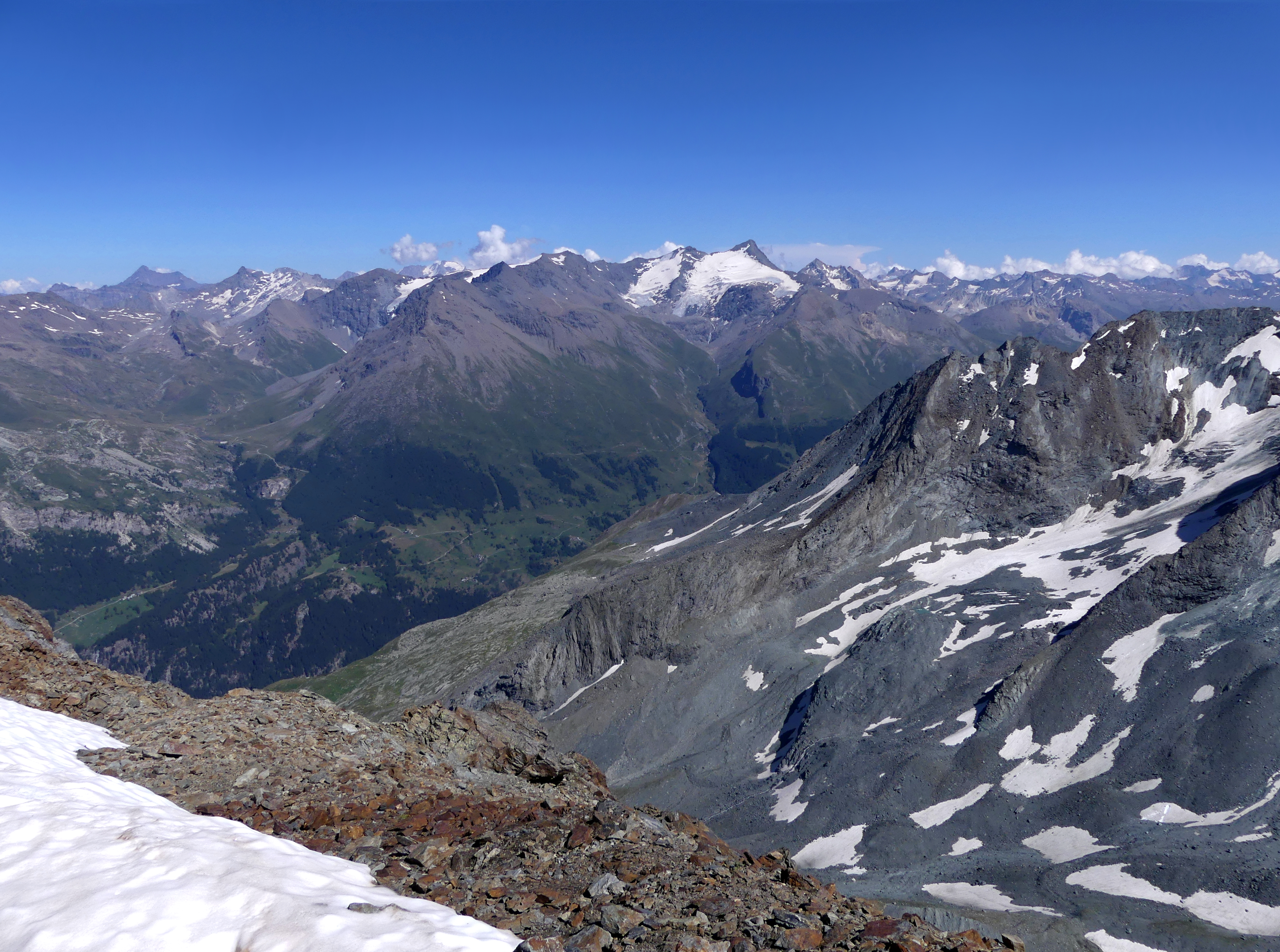
Haute Tarentaise à Villaroger.
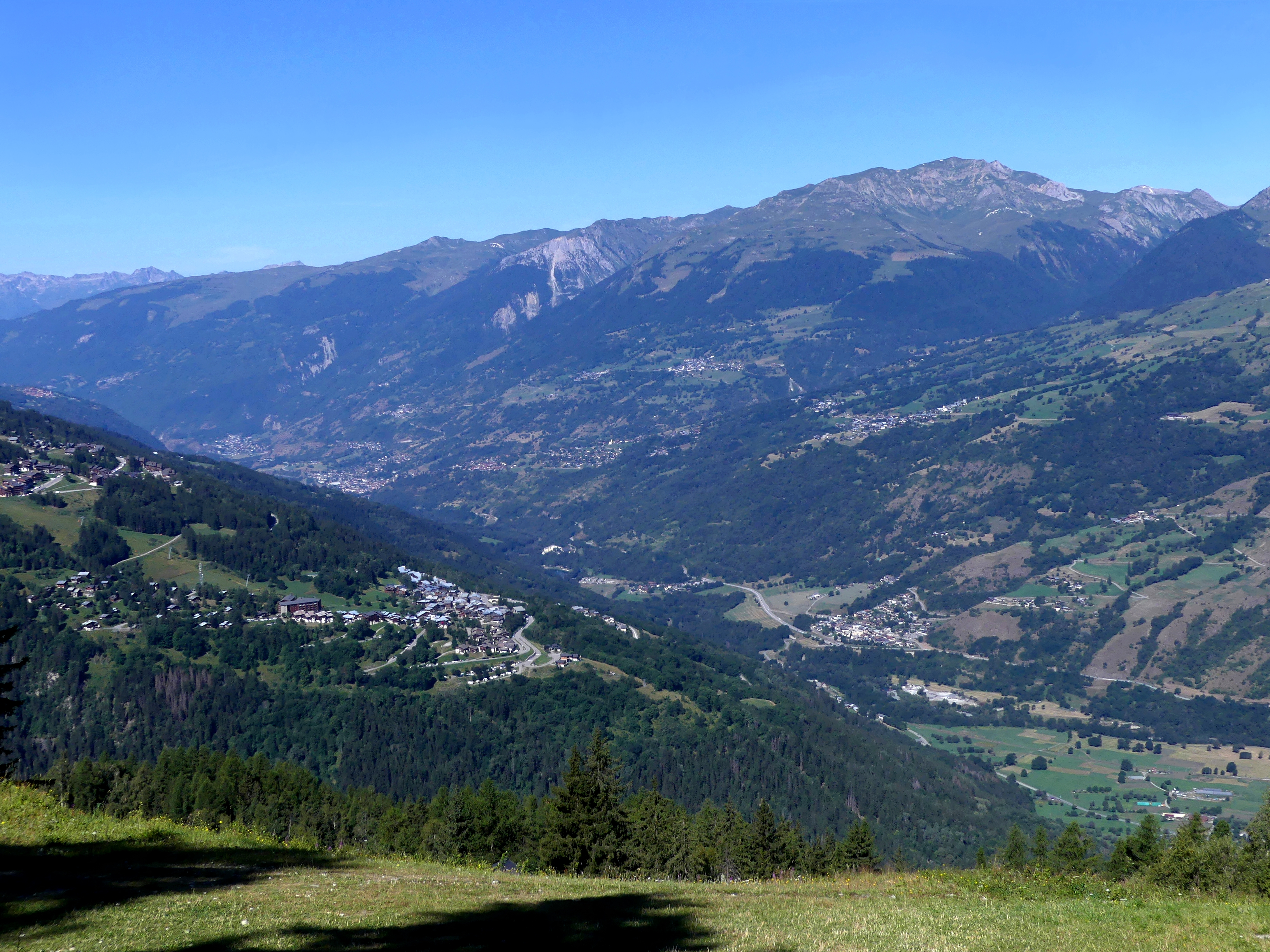
Moyenne Tarentaise à Aime-la-Plagne.
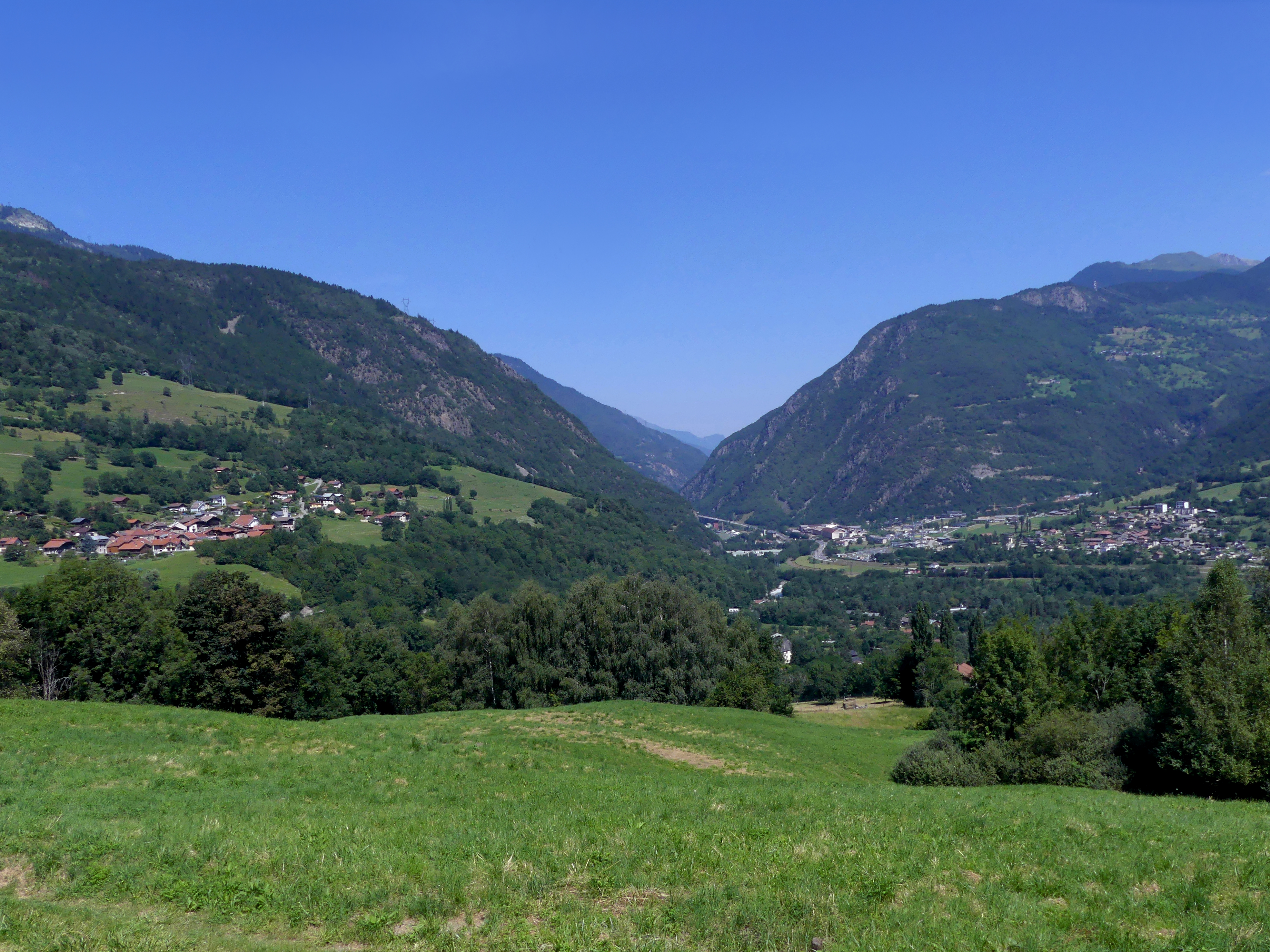
Basse Tarentaise à La Léchère.

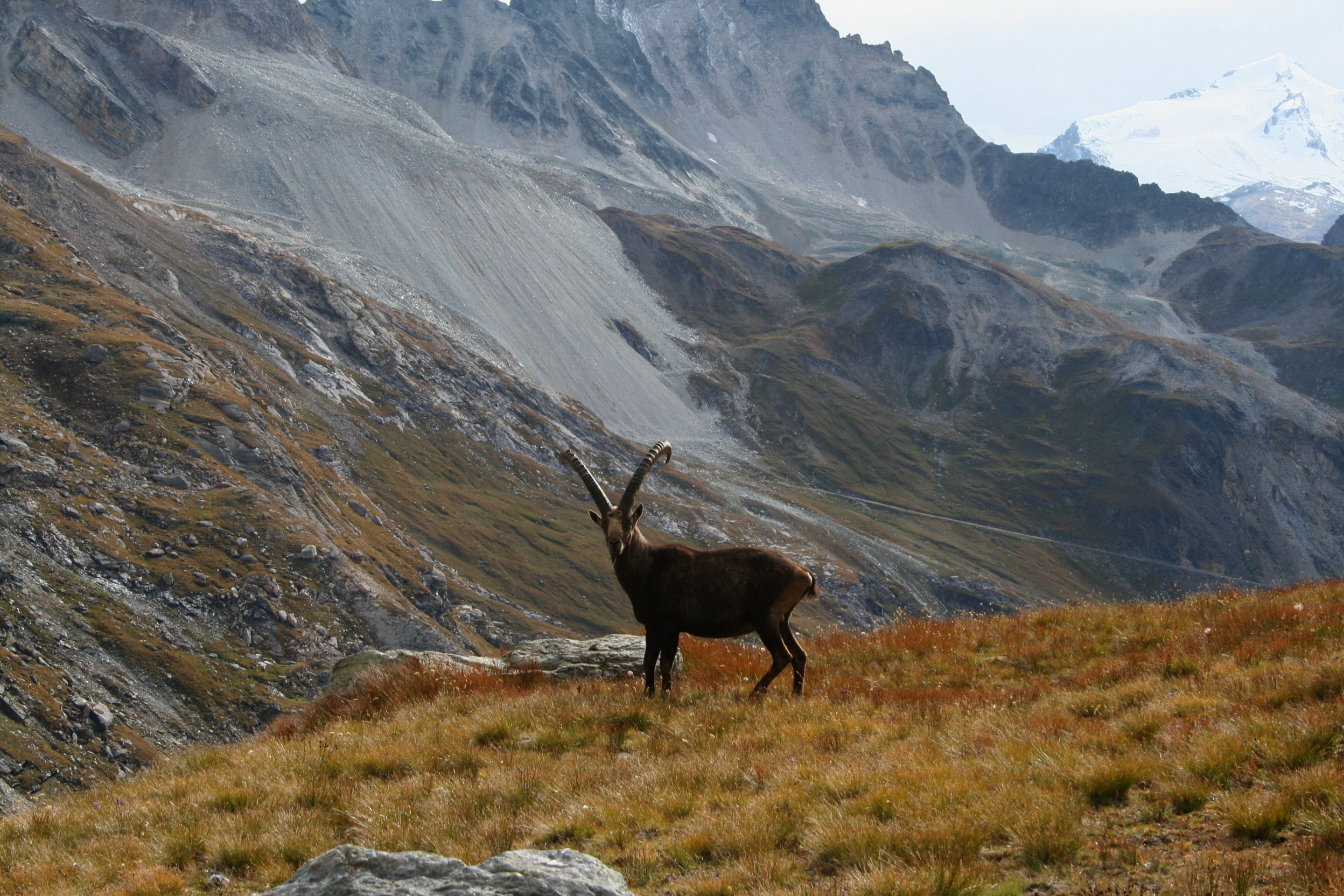
Bouquetin dans la réserve de la Grande Sassière, en Haute Tarentaise.

La vallée partage avec sa voisine la Maurienne le parc national de la Vanoise, sanctuaire pour d'innombrables espèces florales et animales endémiques et protégées. Le parc national du Grand Paradis, situé en Italie, en Vallée d'Aoste et dans le Piémont, jouxte le parc national de la Vanoise, permettant ainsi des échanges génétiques plus complets, et une plus grande liberté pour les espèces alpines. Les bouquetins ont été sauvés de l'extinction le siècle dernier grâce à ce sanctuaire et, depuis, cela a permis de repeupler l'ensemble de l'arc alpin.

## Histoire
La Tarentaise possède une histoire en lien avec sa géographie, une vallée intra-alpine permettant le passage et les échanges entre la France et la péninsule italienne, notamment avec le col du Petit-Saint-Bernard où passe la via Domitia, donnant une certaine importance à ce petit pays à chacune des périodes de l'histoire plus générale de la Savoie. De la province romaine des Alpes grecques et sa capitale Axima émerge le futur comté de Tarentaise qui sera placé sous la coupe des puissants archevêques, installés à Moûtiers (Darantasia). Pour affirmer leur puissance face aux seigneurs de la vallée, les prélats devront faire appel aux comtes de Savoie, qui placeront sous leur coupe la vallée. L'histoire de la vallée trouve un nouveau dynamisme avec les développements touristiques et industriels dès le XIXe siècle, qui perdurent de nos jours.

### Préhistoire
Il faut attendre la fonte des grands glaciers alpins et surtout le Néolithique pour que s'installent les premiers individus dans la vallée de la Tarentaise, en provenance de la péninsule italienne. On trouve ainsi sur les hauteurs de la vallée — Bozel, Champagny-en-Vanoise, Feissons-sur-Salins (blocs erratiques de La Charpine), Saint-Martin-de-Belleville (hameau de Villarenger) — des pierres à cupules ainsi que des peintures rupestres,.
À l'âge du fer, du VIe au IIe siècle av. J.-C., s'est développée une remarquable civilisation originale caractérisée par la fabrication locale d'innombrables bracelets, pendeloques, etc., ornant des corps inhumés dans des coffres de lauzes regroupées en nécropoles (Champagny-en-Vanoise, Aime, Lanslevillard, Notre-Dame-du-Pré, etc.). La plus dense occupation est dans la vallée des Belleville (Saint-Martin-de-Belleville, Saint-Jean-de-Belleville).

### Antiquité

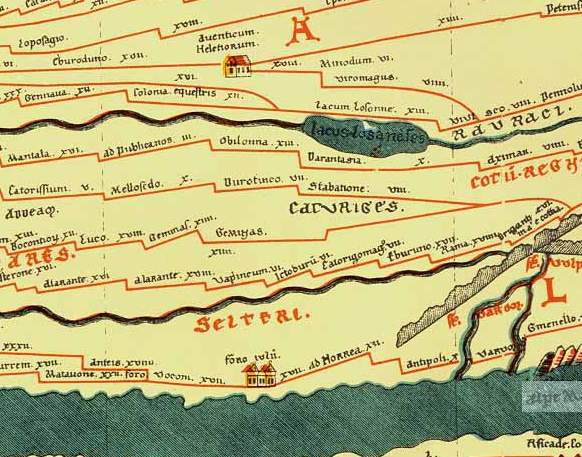
Vue partielle de la Table de Peutinger. Au centre la voie passant en Tarentaise par les cités : Axima (Aime) X. Darantasia (Moûtiers) XIII. Obilonna III. Ad Publicanos (Conflans, Albertville) XVI Mantala (Saint-Jean-de-la-Porte).

Dans l'Antiquité, la vallée de la Tarentaise est occupée par les Ceutrons, en latin Ceutrones, qui sont implantés également dans le Beaufortain et les hautes-vallées de l'Arve, dans la vallée de Chamonix et le val Montjoie,,. Certains ont cru voir dans le hameau de Centron, sur la commune de Montgirod, une trace de cette implantation, alors que l'origine de ce toponyme semble plus récente et de sens différent. La vallée de la haute-Isère est accessible, depuis la péninsule italienne, par le col du Petit-Saint-Bernard. Jules César négociera le passage de ses armées à travers les Alpes avec les Ceutrons.
À la suite de la conquête romaine des Alpes, le pays des Ceutrons est placé sous l'autorité d'un procurateur. La région est définitivement soumise en -25 par un lieutenant d'Auguste, le consul Aulus Terentius Varro Murena. Le petit massif interne et le col du Petit-Saint-Bernard, permettant de relier la Gaule, sont organisés en province des Alpes grecques. Certains récits légendaire ont raconté que l'empereur Auguste aurait donné à la nouvelle province le nom de son lieutenant, même cette version est écartée par l'historiographie moderne. Axima, puis Forum Claudi Ceutronum (aujourd'hui Aime) devient la première capitale de la province, elle sera remplacée, vers la fin du IIIe siècle, par Darantasia,,, qui devient au siècle suivant (période du Bas-Empire romain) la capitale de la nouvelle province des Alpes grecques et Poenines. Ces petites cités sont à l'origine des localités ceutrones transformées tout d'abord en villes-étapes de la voie que les Romaines vont aménager. Cette voie romaine secondaire relie les cités de Mediolanum (Milan) à Vienna (Vienne), et passant par Bergiatrium (Bourg-Saint-Maurice), Axima (Aime) et Darantasia (Moûtiers),. Vers la fin du IIIe siècle, cité de Darantasia remplace Axima à la fonction de capitale.

### Période médiévale

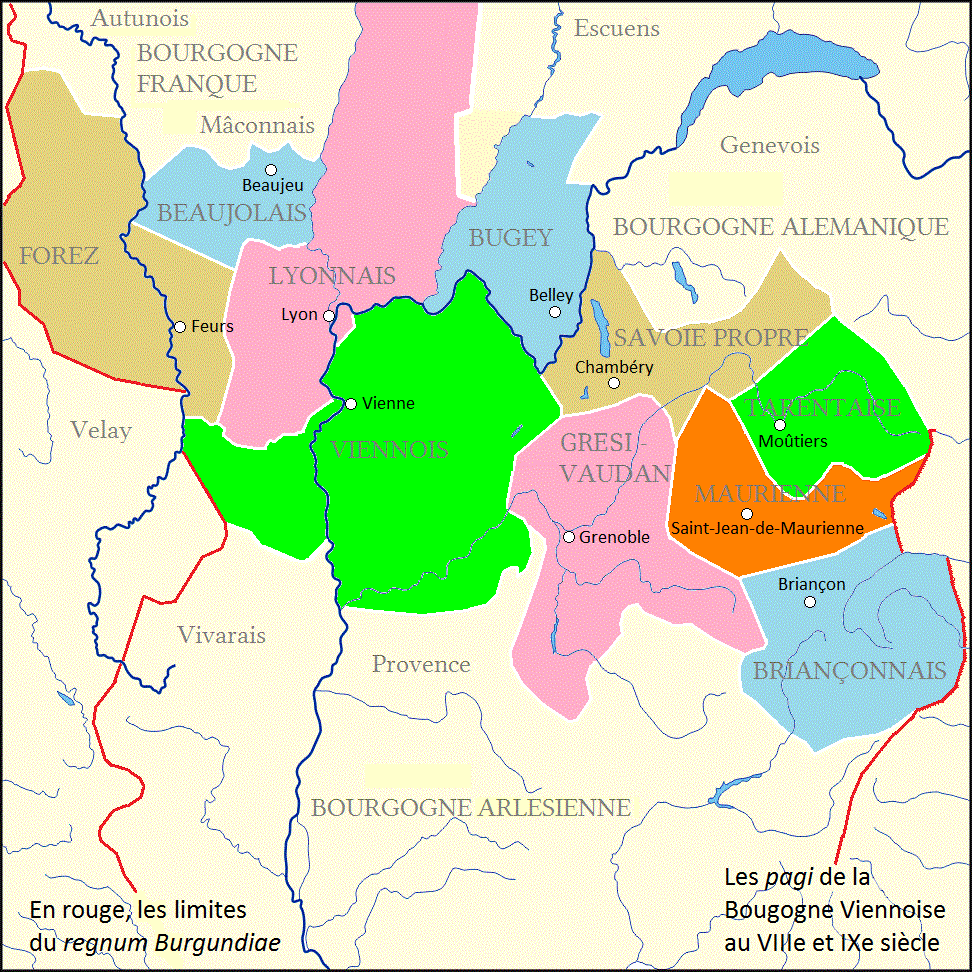
Pagi à l'époque carolingienne.

#### Antiquité tardive et haut Moyen Âge
La Tarentaise est occupée par les Burgondes à partir du Ve siècle. Ce peuple a été fédéré par le général romain Aetius en 443 et ils ont été autorisés à s'installer en Sapaudia,. Leur installation en Tarentaise s'est faite probablement à partir de cette date.
Vers le milieu du Ve siècle, la vallée connaît les débuts de la christianisation, deux siècles après celle entamée des grands axes des Alpes,.
La tradition légendaire raconte que, vers 426-427, saint Jacques d'Assyrie nommé premier évêque de Tarentaise et il aurait fondé son diocèse,,, à partir de concession d'un prince burgonde en Basse-Tarentaise. Son successeur, l'évêque Marcel, aurait quant à lui fait édifier la cathédrale de la ville. La chronologie entre la fondation supposée et l'arrivée des Burgondes ne coïncide pas. Cette légende remonterait au XIIe siècle au moment où le pouvoir des archevêques s'affaiblit. La première mention, dans un document, du diocèse de Tarentaise est une lettre du pape Léon Ier, vers mai 450, dans laquelle il dit est suffragant de l'archevêché de Vienne.
Au cours de la période carolingienne, vers la fin du VIIIe siècle, le diocèse de Tarentaise devient un archevêché dont l'archevêque a juridiction sur les évêques d’Aoste et de Sion,. En 810, il est mentionné comme « la dix-septième parmi les métropoles (en) légataires de Charlemagne » (Roubert, 1961).

#### Moyen Âge central
En l'an 996, l'archevêque Aymon Ier ou Amizon obtient le comitatus avec la donation de la charte de Rodolphe III, c'est-à-dire qu'il obtient la souveraineté sur un territoire, qui ne représente en réalité qu'une partie mineure de la vallée. L'espace du diocèse est constitué des territoires entre Cléry (situé dans la Combe de Savoie) et Laval de Tignes (aujourd'hui Val d'Isère), ainsi que de Marthod (à l'aval de Ugine) à Pralognan. Le comté, dont on ne trouve qu'une trace de délimitations datant du XIIe siècle, s'étendait quant à lui sur la vallée de l'Isère, du castrum de Conflans à l'étroit du Siaix, les vallées débouchant sur Moûtiers (la vallée des Belleville et la vallée de Bozel), ainsi que sur le Beaufortain. De fait, toute la Haute-Tarentaise, de même que les enclaves des seigneuries d'Aigueblanche et de Salins, échappent à cette juridiction temporelle, et se trouvent sous le contrôle notamment de la famille seigneuriale de Briançon.
Les seigneurs de Briançon, ainsi que la branche cadette, les Aigueblanche-Briançon, seraient à rapprocher, selon Amédée de Foras dans son Armorial et nobiliaire de l'ancien duché de Savoie, des Montmayeur. Ceux-ci, apparus vers le Xe siècle, portent le titre de « vicomte de Tarentaise », qui leur aurait été donné par les comtes de Savoie (selon Hudry) ou par l'empereur Henri IV du Saint-Empire (selon Vercoutère), depuis Aymon Ier de Briançon, fils de Richard II. Les seigneurs de Briançon sont perçus comme une menace par les archevêques, prélevant des droits de passages ou commettant des actes de violence qui exaspèrent la population qui se plaint auprès de l'archevêque. Vers la fin du Xe siècle, l'archevêque Héraclius aurait fait appel à l'empereur Henri IV du Saint-Empire pour régler la situation. Celui-ci aurait mandaté le comte en Maurienne, Humbert II. Le vicomte Aimery (Emeric) de Briançon aurait été vaincu vers 1082,. L'archiviste paléographe Jacqueline Roubert remet en cause cet épisode, relaté à partir du XIIe siècle, dont il n'existe aucune source. Lors de l'extinction de la branche aînée des Briançon, en 1254, les seigneurs d'Aigueblanche-Briançon, Gontier et Aymeric, s'emparent de la forteresse du Pas de Briançon, dont il ne reste aujourd'hui plus qu'un fragment de mur en opus spicatum — c'est-à-dire en arête de poisson — au sommet du rocher. Celui-ci contrôle le défilé très resserré entre la montagne et la rivière de l'Isère, passage obligé entre la combe de Savoie et le col du Petit-Saint-Bernard, via Moûtiers. Par leur acte, ils remettent en cause le fait qu'Aymeric IV, de la branche aînée des Briançon, avait reconnu la suzeraineté de l'archevêque-comte de Tarentaise, son frère Aymon Ier de Briançon, puis de Bernard de Chignin (v. 1212). Ils menacent ainsi la capacité du représentant de l'Empereur à pouvoir défendre les terres des dits seigneurs, dans la mesure où le siège impérial est vacant. Le 9 février 1254, Mgr Grossi du Châtelard proteste et menace d'excommunication les deux seigneurs. Cependant, il renonce quatre ans plus tard, en échange d'un paiement de 1 700 livres viennoises. À la mort de l'archevêque Grossi du Châtelard, le comte Philippe Ier de Savoie devient garant des terres du comté. En 1276, un bailli de Savoie, par ordre du comte Philippe Ier, enquête sur les revenus et droits appartenant à la famille d'Aigueblanche-Briançon, et notamment sur le droit de péage de Briançon. Le 12 mars 1276, il est décidé que le château de Briançon et le droit sur la vicomté reviennent au comte de Savoie. Le 15 avril 1279, le représentant de la famille, Jean d’Aigueblanche, doyen du chapitre d'Hereford, et Aimery, chancelier d’Hereford, son frère, consentent à l'achat de leurs droits par le comte de Savoie,,. Les Briançon perdent le titre de « vicomte ». L'ensemble de la vallée tombe sous la sphère d'influence de la maison de Savoie. C'est au cours de cette période de lutte d'influence que les habitants de Moûtiers obtiennent leurs libertés, en 1278.
Le titre de « vicomte de Tarentaise » possédé jusqu'en 1279 par la famille de Briançon et sa branche, les Briançon-Aigueblanche, devient vacant. Les autres titres et possessions passent ensuite par mariage à la maison de Montmayeur, au XIVe siècle. Ces derniers seraient, pour l'un des spécialistes des familles nobles de l'ancien duché de Savoie, Amédée de Foras, liés aux Briançon-Aigueblanche,.
Le 30 mai 1310, Jacquemet, coseigneur de Beaufort se voit cédé et investi par Amédée V de Savoie de toute la seigneurie de Val d'Isère soit les paroisses de Séez avec Saint-Germain, Sainte-Foy, Montvalezan, Villaroger et Tignes, ainsi que de la vicomté de Tarentaise depuis le Saix en amont du château Saint-Jacques, cédées en échange de la moitié du mandement de Beaufort. En 1346, Jacquemet achète le titre de « vicomte de Tarentaise » à Amédée V, pour 2 000 florins. En 1540, Jean Mareschal reçut le titre de « Vicomte de Tarentaise ». Les possessions et titres passent ensuite en 1795, à la famille d'Allinges-Coudrée, dont le dernier descendant, Prosper-Gaëtan d'Allinges, marquis de Coudrée, meurt le 26 février 1843.

#### Moyen Âge tardif et époque moderne
Le 26 juin 1769, Mgr Claude-Humbert de Rolland signe avec Charles-Emmanuel III de Sardaigne un traité qui met fin au pouvoir temporel de l'archevêque sur la province de Tarentaise, signant par delà la perte du titre comtal. Il s'agit en réalité de la vente de quelques droits que les archevêques possédaient encore, plus honorifiques que lucratifs. La Tarentaise devient définitivement, « en droit », savoyarde. Toutefois, les comtes de Savoie contrôlaient déjà entièrement la vallée. L'archevêque reçoit désormais une rente de 3000 livres et le titre honorifique de Prince de Conflans et de Saint-Sigismond et ses successeurs continuent à percevoir les différents impôts ecclésiastiques.

### Période contemporaine

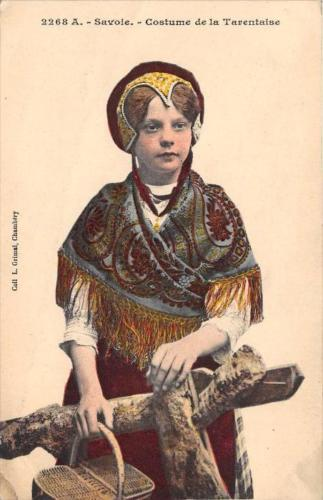
Costume de la vallée de la Tarentaise en 1919.

La naissance du tourisme se fait quelques décennies avant l'arrivée du train. En 1819, des notables savoyards, dont une trentaine originaires de Moûtiers, créent une Compagnie de Bains en vue d'exploiter les eaux de Brides, connues dès l'époque romaine. La source, à la suite d'un mouvement de terrain, vient d'être redécouverte en 1818,. La ville de Moûtiers achète les sources de Brides (1965), ainsi que celles de Salins (1968), dont l'exploitation a tiré le bénéfice de la présence de sa voisine. À la fin du siècle, en 1874, la Société générale de Tarentaise, qui possède des entreprises métallurgiques et minières dans la vallée (Salins), et qui est à l'origine du développement ferroviaire de la vallée, achète les deux sources,. Le site de La Léchère connaît les mêmes débuts avec la redécouverte d'une source en 1850 et l'ouverture du premier établissement ouvert en 1897.
Vers les années 1870, la montagne devient un attrait pour les sportifs qui cherchent à réaliser de nouveaux exploits. Les principaux sommets du massif de la Vanoise sont atteints au cours des vingt années suivantes. Le développement touristique du village de Pralognan date de cette période. L'essor touristique prend une nouvelle mesure avec l'arrivée du train à Moûtiers en 1893, et Bourg-Saint-Maurice en 1913.
Le développement industriel moderne de la vallée débute tardivement vers la fin du XIXe siècle. Le chemin de fer n'arrive à Moûtiers qu'en 1893 alors qu'il est présent dans la vallée voisine de Maurienne depuis 1850. La région, qui bénéficie de la ressource hydrique nécessaire, s'équipe d'usines permettant l'exploitation de la houille blanche (hydroélectricité). Elles sont implantées à La Bâthie, Notre-Dame-de-Briançon, Plombière-Saint-Marcel, Villard-du-Planay (Bozel), toutes construites entre 1896 et 1900,. Elles sont complétées par celles de Petit-Cœur (1928) et de Moûtiers (1938),. Ces usines sont couplées avec des sociétés d'électrochimie qui s'implantent à la suite de l'arrivée de capitaux externes à la Savoie via la spéculation boursière sur les sociétés hydroélectriques). Ainsi une usine de traitement des dérivés de l'acétylène et élaboration du graphite pour les électrodes s'implante à Notre-Dame-de-Briançon ; des usines basées sur l'électrolyse de chlorure de sodium s'établissent à Pomblière et Château-Feuillet (La Léchère), l'exploitation de carborundum se fait à La Bâthie et celle du ferro-silicium au Villard-du-Planay à Bozel (1898) (Groupe qui devient Bozel-Malétra puis Nobel-Bozel),. La main d'œuvre est recrutée localement, puis s'ouvre, en raison d'une difficile complémentarité entre le travail dans l'agriculture montagnarde, à des ouvriers d'origines étrangères. La pollution engendrée par les usines mène à un mécontentement de la part des autorités locales,,.
L'exploitation tant industrielle que touristique de la vallée permet de stopper l'exode rural des villages de haute montagne ou de la basse vallée, grâce à la création d'emplois, ainsi qu'une certaine élévation du niveau de vie.
Lors des Jeux olympiques d'hiver à Albertville de 1992, certains villages et stations de la vallée deviennent des sites d'accueil et d'épreuves. La station thermale Brides-les-Bains est choisie pour accueillir le « village olympique », de même que des pôles secondaires sont créés (La Tania, Valmorel, ainsi qu'à Val-d'Isère, Tignes, Les Arcs, La Plagne ou encore Courchevel),. La ville de Moûtiers devient le Centre international de radio-télévision (CIRTV) et l'ancien dépôt industriel face à la résidence Radiana, sur la commune de La Léchère est réhabilité pour y construire un ensemble d'immeubles destinés aux services de presse. Neuf sites répartis sur les stations de Courchevel, La Plagne, Les Arcs, Val-d'Isère, Les Ménuires, Méribel, Tignes ou Pralognan-la-Vanoise accueillent une trentaine d'épreuves sur les 57. Ces jeux sont l'occasion de réaménager la vallée, notamment avec la transformation en 2×2 voies de la RN90 qui mène d'Albertville à Moûtiers ou l'amélioration du réseau ferré ainsi que les gares,. Désormais Bourg-Saint-Maurice est à 4h50 de Paris.
La Tarentaise, avec l'ensemble de ses stations est connue depuis les Jeux olympiques d'Albertville en 1992 comme « le plus grand domaine skiable au monde ». 

## Administration du territoire

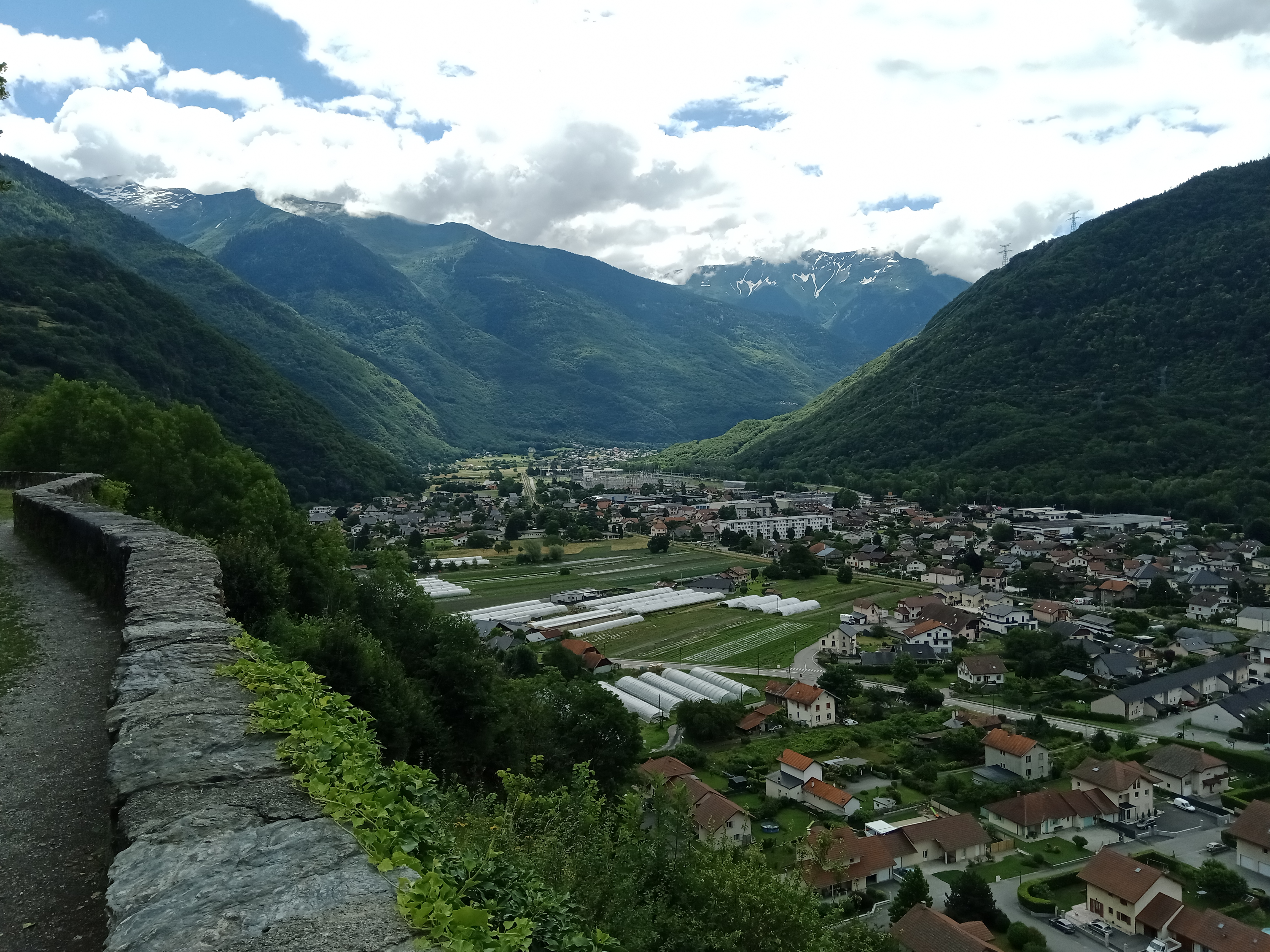
L'entrée de la vallée de la Tarentaise depuis la cité médiévale de Conflans au-dessus d'Albertville.

Administrativement, la Tarentaise correspond à la majeure partie de l'arrondissement d'Albertville. Auparavant, elle formait la totalité de l'arrondissement de Moûtiers, supprimé par la loi du 10 septembre 1926. La vallée de la Tarentaise, qui va d'Albertville au col de l'Iseran, se différencie de la province de la Tarentaise proprement dite dans l'ancien duché de Savoie, d'une appréciation plus restrictive. Elle débute peu avant la commune de Feissons-sur-Isère. Elle commence donc à partir des limites du canton de Moûtiers.
La ville de Moûtiers, siège d'un archevêché, accueille un collège qui devient « royal » au XVIIIe siècle. Moûtiers et Peisey, où se trouve une mine, sont le lieu d'installation de l'École des mines du Mont-Blanc en 1803.
À la suite de la refonte de la carte hospitalière, la maternité de Moûtiers est fermée en 2001. Les services sont transférés soit à Bourg-Saint-Maurice, soit à Albertville. Cette fermeture avait mené à une forte opposition de la population locale, qui mettait en avant le caractère montagnard spécifique de la vallée.

## Économie

### Industrie
La vallée est le lieu d'implantation de l'industrie lourde, en premier chef dans le bassin d'Aigueblanche, localisation privilégiée du fait des nombreuses vallées secondaires de l'Isère à cet endroit. Elles permettaient une importante production d'hydroélectricité (on ne savait pas transporter cette énergie à ses débuts), mais aussi une alimentation en eau fraîche pour refroidir les hauts fourneaux.

### Tourisme
C'est la première activité économique de la vallée qui jouit d'une image « de nature préservée et de "montagne authentique" avec notamment ses villages et hameaux aux silhouettes bien dessinées ». Selon les données de la saison 2010-2011, la fréquentation hivernale, composée à 50 % d'étrangers, représente 40 % des massifs des Pays de Savoie et 35 % des Alpes du Nord. Le ski alpin reste la pratique majeure, le ski nordique étant peu développé dans la vallée. La fréquentation estivale est à 80 % française, la Tarentaise offrant un large panel d'activités sportives, ludiques et culturelles : randonnée (activité la plus pratiquée), sports d'eau vive, via ferrata et escalade, cyclotourisme, thermalisme, visites patrimoniales et manifestations culturelles.

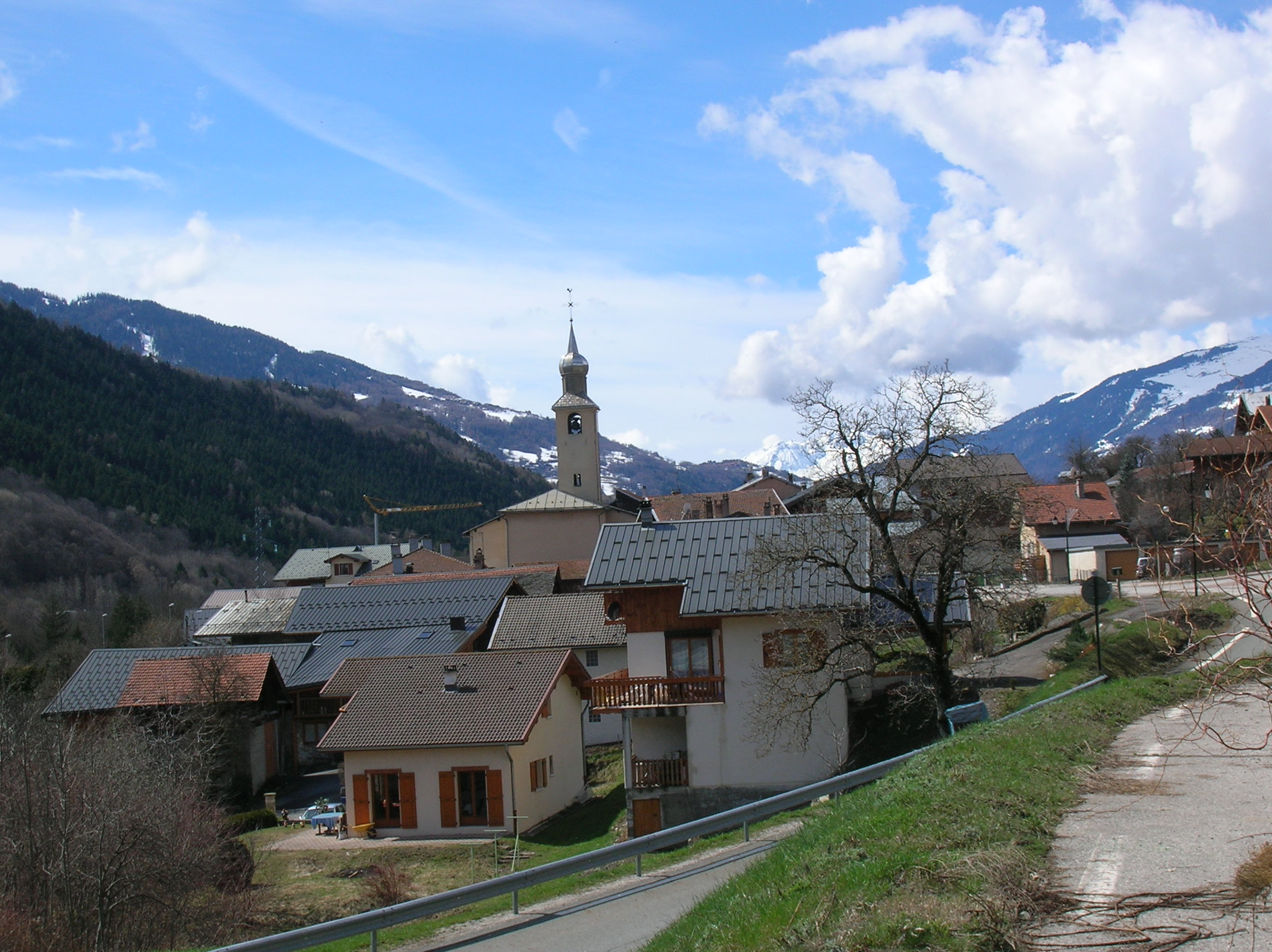
Bellentre (Aime)
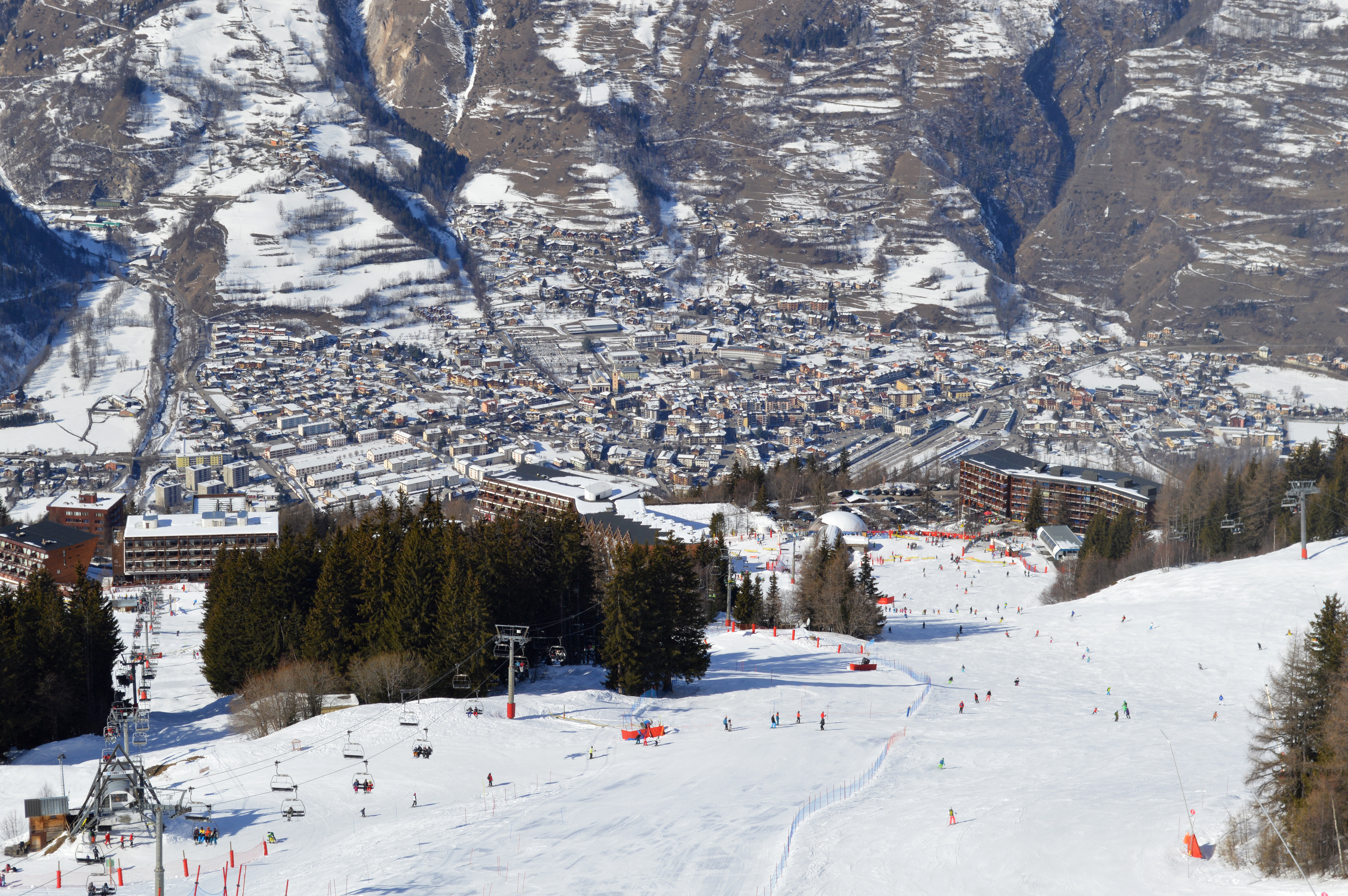
Les Arcs et Bourg-Saint-Maurice
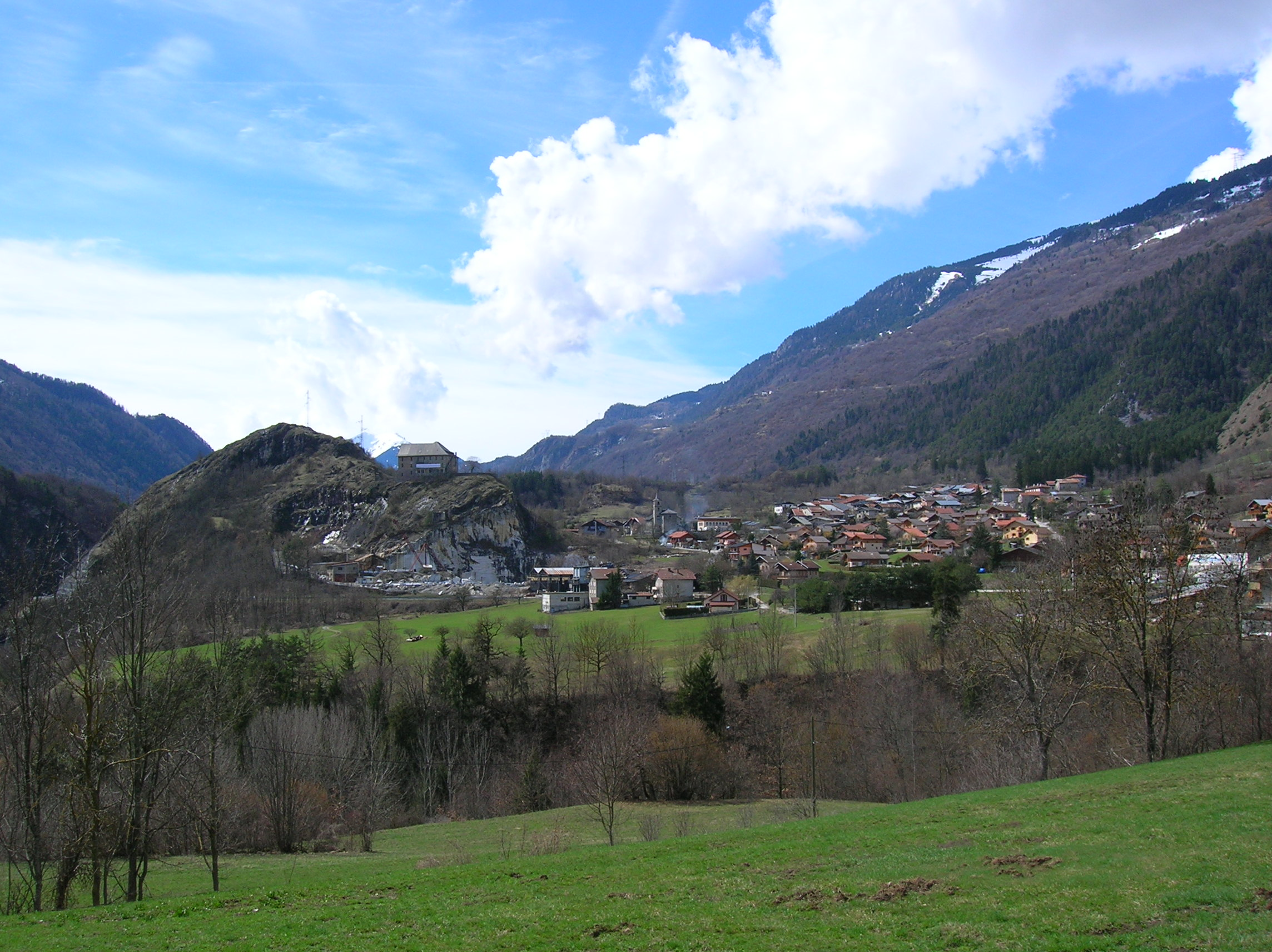
Villette (Aime)
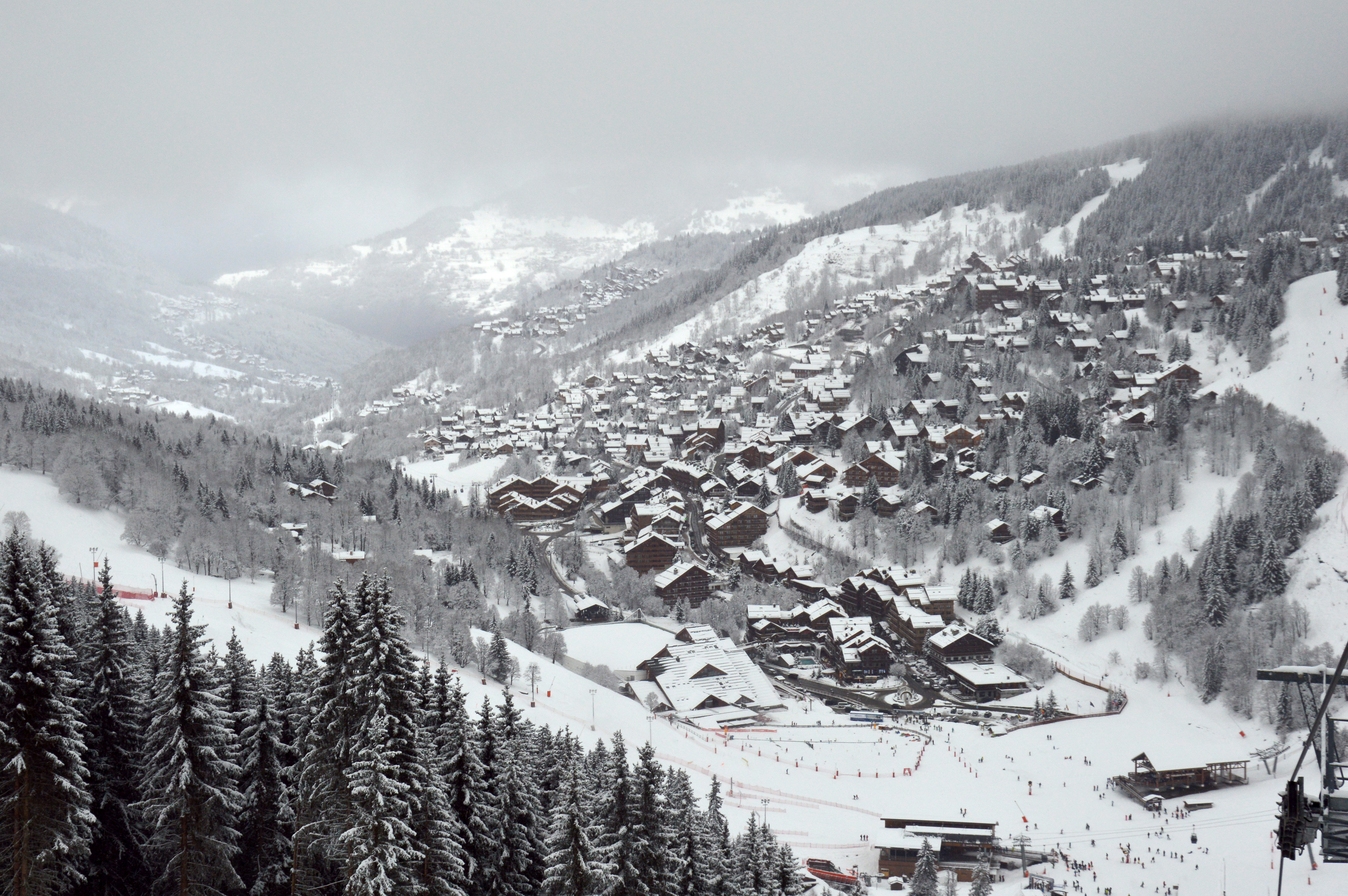
Méribel
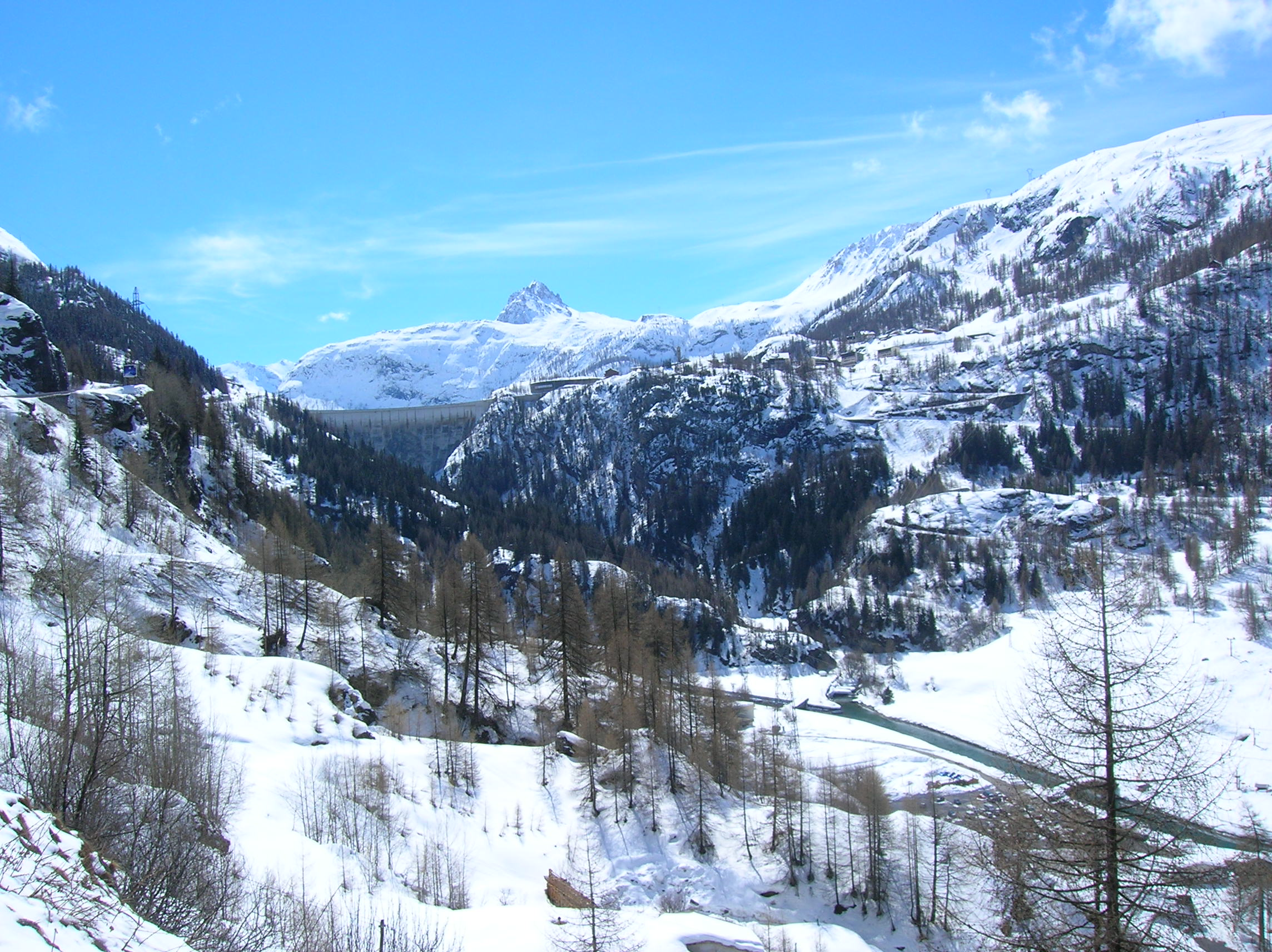
Barrage de Tignes
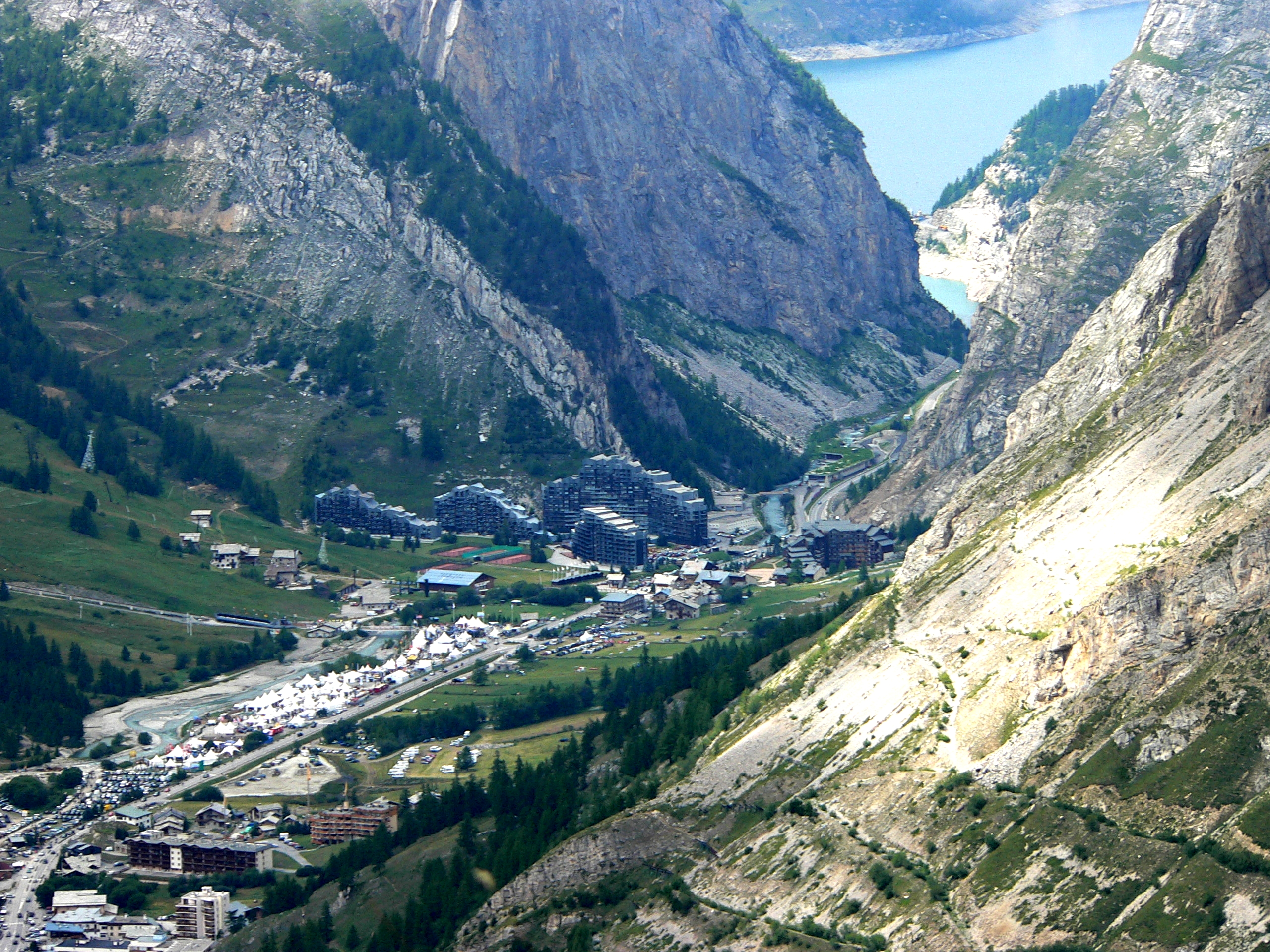
La Daille
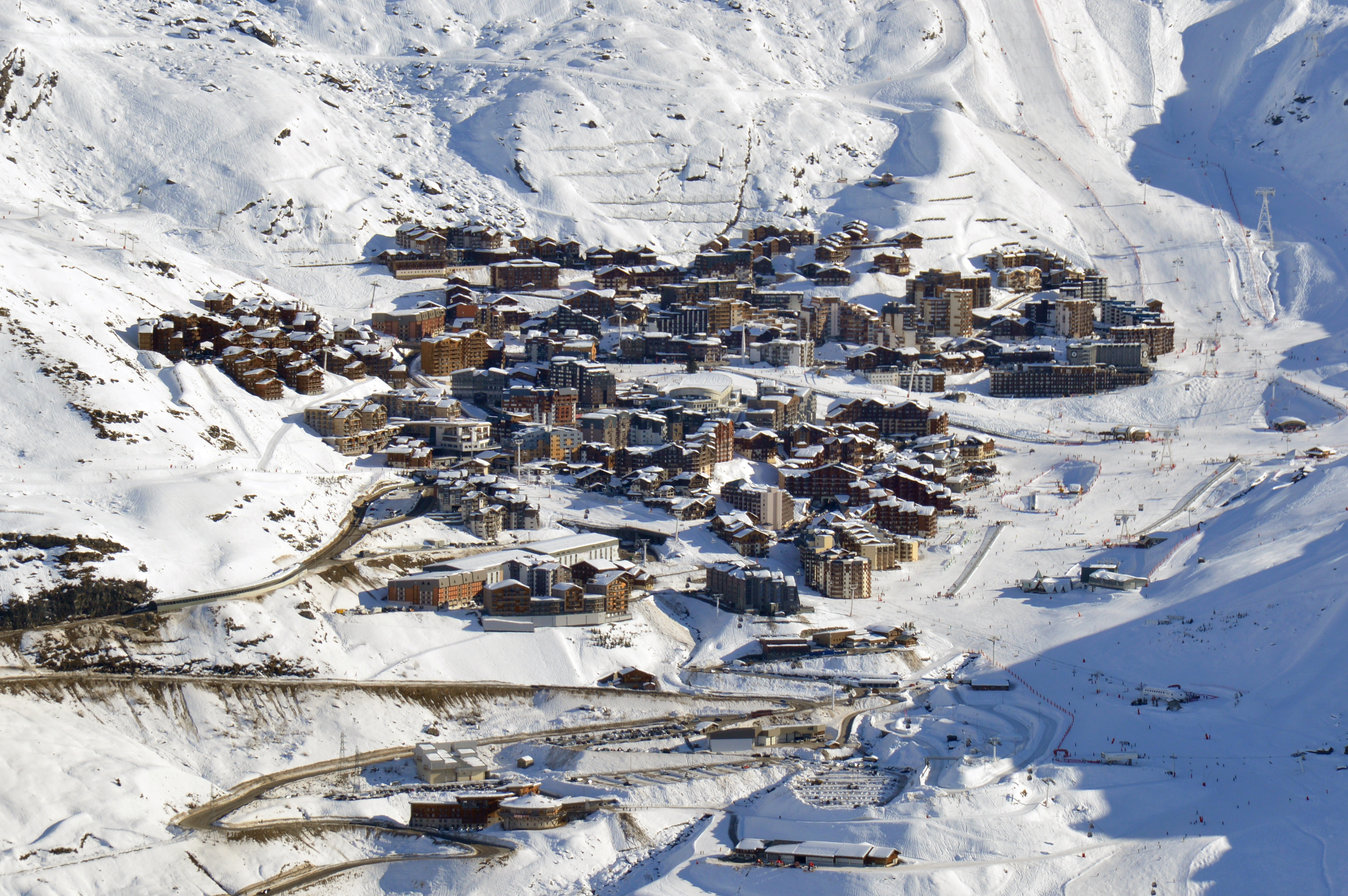
Val Thorens
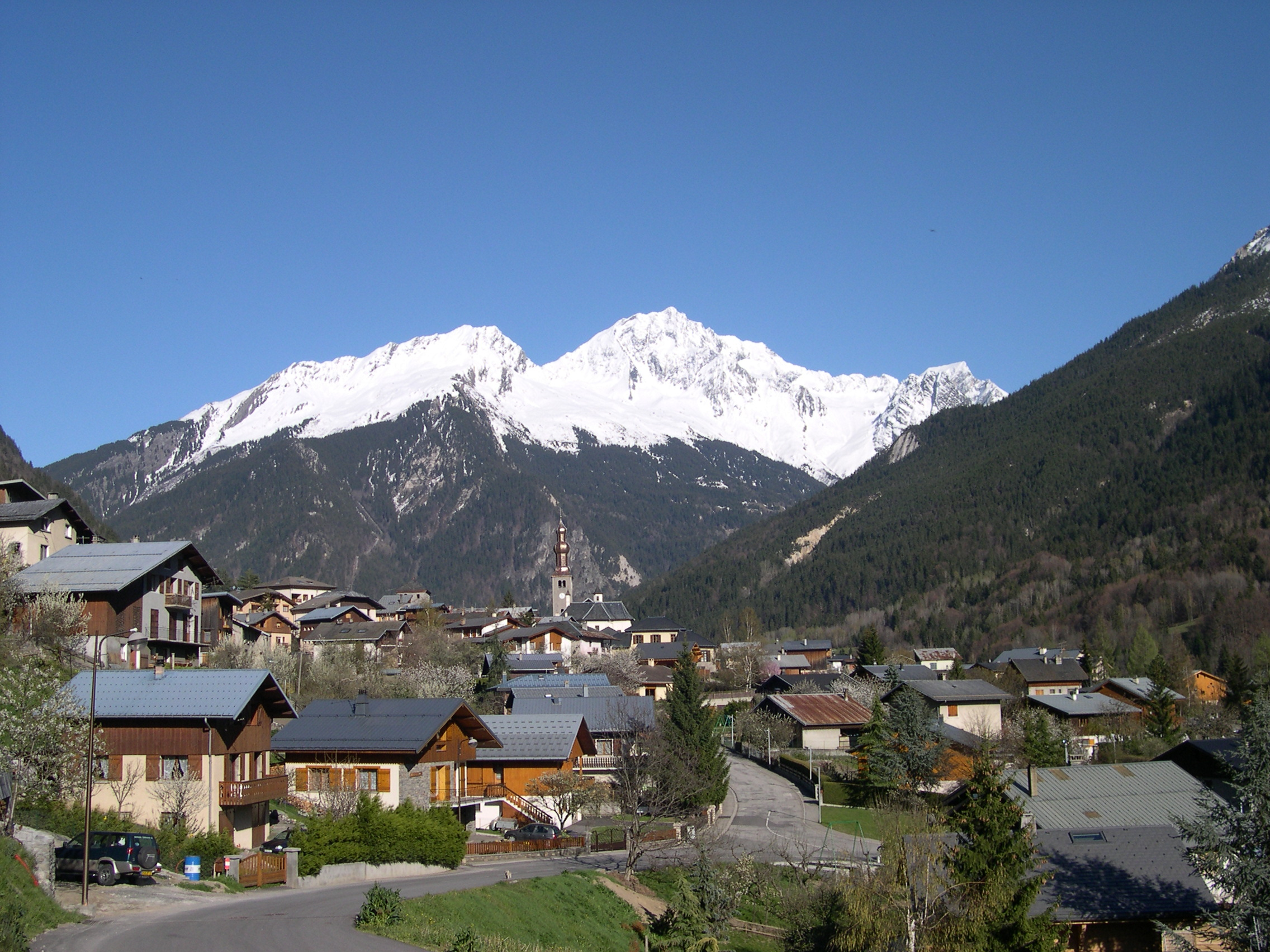
Bozel
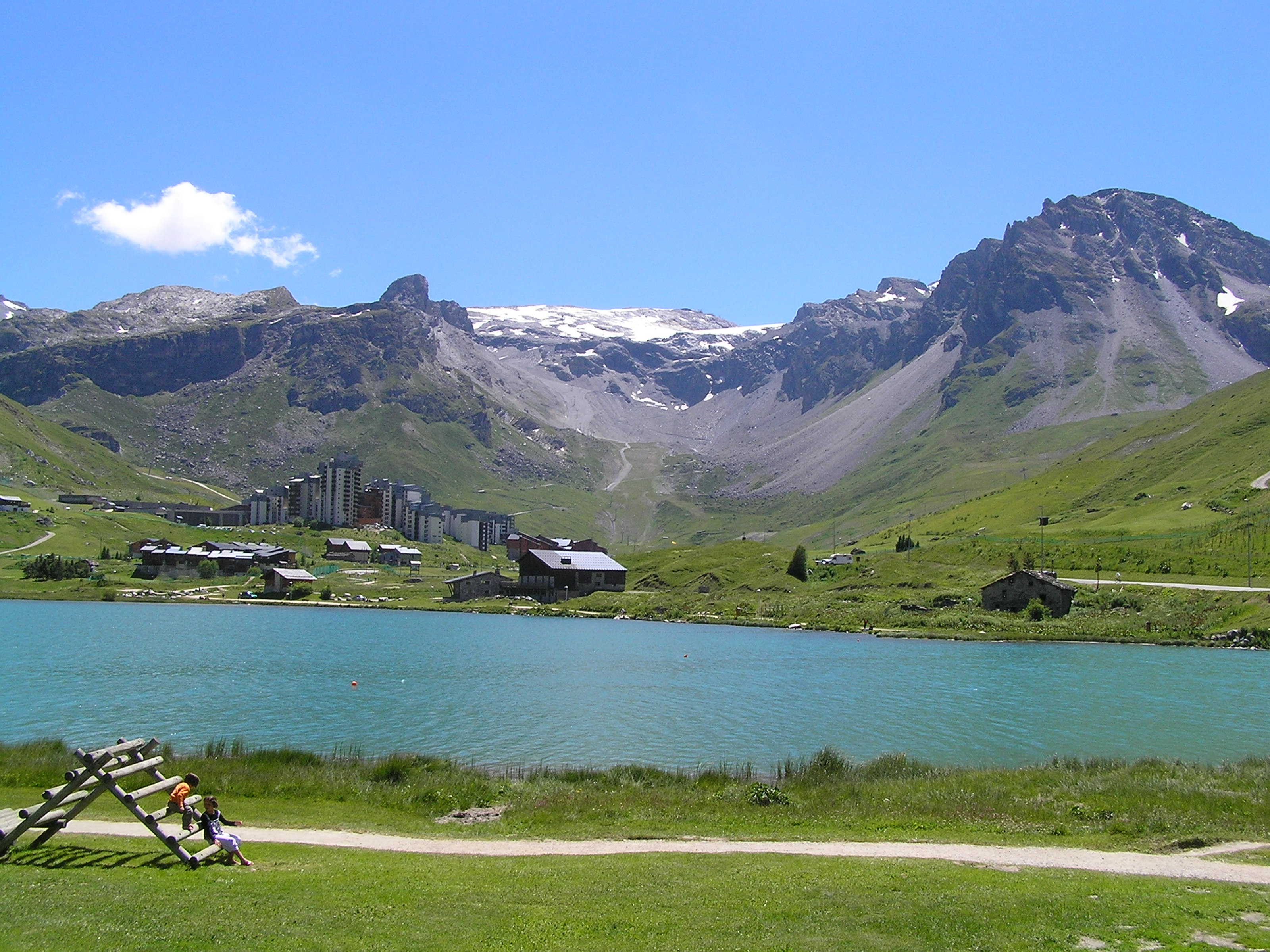
Tignes

#### Stations de sport d'hiver
Les versants de la Tarentaise accueillent une des plus fortes densités mondiales de stations de sports d'hiver, avec une forte capacité d'accueil estimé à environ 300 000 lits touristiques, et les plus grands domaines skiables au monde.
| Nom du domaine                        | Communes / stations touristiques | Pistes (nombre) | Pistes (km) | Remontées mécaniques (nombre) | Capacité (nombre de lits) |
| ------------------------------------- | --- | --------------- | ----------- | ----------------------------- | ------------------------- |
| Tignes Val d'Isère                    | Tignes, Val d'Isère | 154             | 300         | 79                            | 65 570                    |
| Espace San Bernardo ( France- Italie) | Séez ; La Rosière | 77              | 160         | 37                            | 32 255                    |
| Le Grand Domaine                      | Celliers ; Doucy-Combelouvière ; Saint-François-Longchamp ; Valmorel | 165             | 90          | 50                            | 28 305                    |
| Les Trois Vallées                     | Brides-les-Bains ; Courchevel ; Les Menuires ; Méribel ; Orelle ; Saint-Martin-de-Belleville ; La Tania ; Val Thorens | 344             | 600         | 169                           | 145 641                   |
| Paradiski                             | domaine Grande Plagne (Champagny-en-Vanoise, Montchavin-les-Coches, Plagne Montalbert, Plagne 1800, Plagne Centre, Aime la Plagne, Plagne-Villages, Plagne Soleil, Plagne-Bellecôte, Belle-Plagne) relié aux Arcs, Peisey-Vallandry et Villaroger. | 264             | 425         | 130                           | 102 035                   |

#### Stations thermales
Deux stations thermales sont exploitées : La Léchère-les-Bains (problèmes veineux principalement) et le complexe Salins-les-Thermes / Brides-les-Bains (traitement des surcharges pondérales principalement). Ces stations diversifient leur offre en proposant des cures non conventionnées de soin et de bien-être, axées sur la remise en forme.

### Agriculture

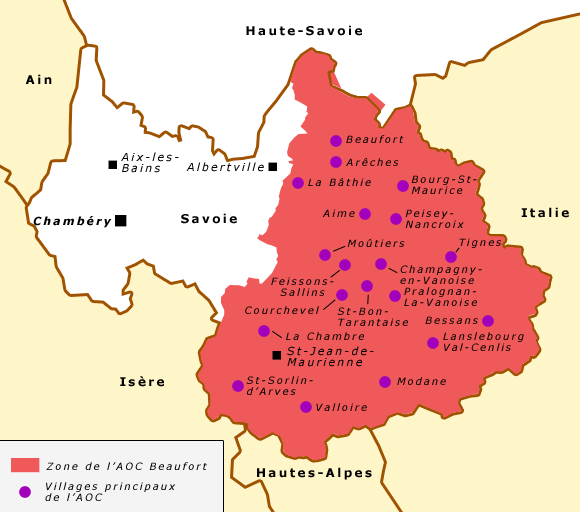
Carte de l'AOC Beaufort.

La vallée est également un grand espace agricole : vergers, vigne, ainsi qu'élevage et production de produits laitiers. La race tarentaise ou tarine y est maintenue. La vallée est connue pour la fabrication du fromage tarentais, de tommes et tommes de Savoie (à partir de lait de vaches, de brebis et de chèvres) dont une variante spécifique à ce territoire, ainsi que du beaufort AOC, depuis 1968. Les territoires concernés par l'appellation Beaufort en Tarentaise représentent l'ensemble des communes des anciens cantons d'Aime, de Bourg-Saint-Maurice, de Bozel et de Moûtiers. En Haute Tarentaise, quelques éleveurs de chèvres se sont organisés pour relancer la production d'un fromage local de petite taille (par rapport au beaufort), le « persillé », dont « ils disent avoir hérité les procédés de fabrication de leurs parents et grands-parents ». Le nom de ce fromage qui fait partie de la famille des bleus, « dérive des champignons bleu gris, semblables à des feuilles de persil, qui se développent à l’intérieur de la pâte au bout d’un temps de maturation variant entre 6 et 12 mois ».
La sylviculture reste importante dans la vallée.
De nombreuses associations essayent de faire renaître la viticulture, tradition séculaire abandonnée mais en plein renouveau notamment du côté de Cevins et dans une moindre mesure Grand-Cœur grâce à des passionnés à la recherche de leurs racines et voulant les faire revivre.

## Culture et patrimoine

### Culture
La Tarentaise, aux côtés du Beaufortain, de la Maurienne et du val d'Arly, a reçu le label « Villes et Pays d'art et d'histoire » pour le projet Pays des Hautes vallées de Savoie (1991),. Elle possède de nombreuses églises baroques, que l'on peut découvrir à travers l'itinéraire « chemins du baroque » mis en place depuis 1992 et géré par la Fondation pour l'action culturelle internationale en montagne.
La frontière est le costume traditionnel de la Tarentaise, avec une coiffe particulière et des vêtements ornés de broderies de gentianes bleues et d'edelweiss, appelés également étoiles des neiges.
Le génépi est une boisson alcoolisée très prisée dans les chaumières, symbole par excellence de la flore locale et des traditions vivaces.
Les crozets sont des petites pâtes à base de froment ou plus particulièrement de sarrasin, originaire de la vallée de Celliers.

### Héraldique
|  | Les armes actuelles de la Tarentaise se blasonnent ainsi : De gueules à l'aigle d'argent ou De gueules à l'aigle blanche. Celles-ci correspondent à celles de la famille de Briançon, vicomte de Tarentaise, reprise par la branche cadette des Aigueblanche. Le drapeau semble pris par les archevêques de Moûtiers-Tarentaise. |